# Кућа и гост
„Кућа и гост” је југословенски кратки ТВ филм из 1981. године. Режирао га је Милан Лугомирски а сценарио је написао Александар Вукадиновић.

## Улоге
| Глумац        | Улога |
| ------------- | ----- |
| Богдан Диклић |       |